# Gaediopsis flavipes
Gaediopsis flavipes là một loài ruồi trong họ Tachinidae.